# Rudolf Boskaljon
Rudolf Frederik Willem Boskaljon (Curaçao, 28 maart 1887- Curaçao, 31 december 1969) was een Curaçaos musicus, dirigent en componist. Hij droeg wel de naam Shon Dódo Boskaljon.
Hij was zoon van Petronella Henriette Dijkstra en militair Johannes Petrus Boskalion. Vader, bijnaam Sjon Janchi (1863-1936), was beroepsmilitair, maar ook componist en dirigent; hij was kapelmeester van het garnizoensorkest en het harmonieorkest Santa Cecila; hij is naamgever van de Sjon Janchi Boskaljon kiosk, dat enige tijd op het Brionplein stond. Hijzelf was getrouwd met Graciëlla Ecker, die zelf ook enigszins muzikaal was aangelegd; ze schreef Madeline voor haar kleindochter. Hij was lange tijd werkzaam als archivaris van het gouvernements-secretariaat.
Hij was leerling van Paul de Lima, leider van het orkest El Progreso. Boskaljon was voornamelijk werkzaam als dirigent van muziekensembles op Curaçao. Hij richtte als violist in 1912 het Curaçaos Philharmonisch orkest op, dat slechts vijf jaar bestond. In 1939 probeerde hij het opnieuw met meer succes. Dat orkest groeide onder zijn beheer uit tot een volwaardig symfonieorkest, maar kende na zijn vertrek een neergang en verdween van de podia van de Nederlandse Antillen. In die jaren richtte hij ook een muziekschool op. Hij schreef werken als Elly (een concertwals) maar ook één symfonie (Curaçao Symfonie, 1943). Zijn laatste jaren besteedde hij aan het archiveren van zijn al dan niet successen, aldus zijn opvolger Wim Statius Muller. Boskaljon was medeoprichter van het Curaçaosch Museum.
Voor zijn werk werd hij benoemd tot ridder en later officier in de Orde van Oranje-Nassau en werd onderscheiden in 1954 met een Zilveren Anjer (“bijzonder belangrijke arbeid ten behoeve van de culturele ontwikkeling op Curaçao, vooral op het terrein der muziek"). Na zijn overlijden in het ziekenhuis van Otrabanda werd hij bijgezet in het familiegraf aan de Roodeweg aldaar.
Schilderes Lucila Engels-Boskaljon was zijn dochter, een andere dochter Thelma was leidster van een dansgezelschap.